# IV Близнецов
IV Близнецов (лат. IV Geminorum) — одиночная переменная звезда или двойная затменная переменная звезда (E)* в созвездии Близнецов на расстоянии (вычисленном из значения параллакса) приблизительно 5 742 световых лет (около 1 760 парсек) от Солнца. Видимая звёздная величина звезды — от +13,1m до +12,2m.

## Характеристики
IV Близнецов — белая пульсирующая переменная звезда типа RR Лиры (RR) спектрального класса A. Радиус — около 2,82 солнечных, светимость — около 25,993 солнечных. Эффективная температура — около 7759 К.